# Halosauridae
Halosauridae – rodzina ryb promieniopłetwych z rzędu łuskaczokształtnych (Notacanthiformes).

## Występowanie
Głębokie wody morskie całego świata.

## Klasyfikacja
Rodzaje zaliczane do tej rodziny:
- Aldrovandia Goode & Bean, 1896
- Halosauropsis Collett, 1896 — jedynym przedstawicielem jest Halosauropsis macrochir (Günther, 1878)
- Halosaurus Johnson, 1864